# Iwona Sobotka
Pour les articles homonymes, voir Sobotka.
Iwona Sobotka, née le 19 octobre 1981 à Mława, est une chanteuse soprano polonaise, Grand Prix et premier prix du Concours musical international Reine Élisabeth de Belgique en 2004.